# Жарчинський Федір Іванович
Федір Іванович Жарчинський (нар. 19 червня (1 липня) 1914, Рашків — 21 квітня 1945) — радянський офіцер, Герой Радянського Союзу (1945, посмертно). У роки німецько-радянської війни помічник начальника штабу з розвідки 51-го гвардійського танкового полку (10-а гвардійська механізована бригада, 5-й гвардійський механізований корпус, 4-а гвардійська танкова армія, 1-й Український фронт), гвардії старший лейтенант.

## Біографія
Народився 19 червня (1 липня — за новим стилем) 1914 року в селі Рашків (нині Кам'янського району Молдови) в сім'ї селянина. Українець. Член ВКП(б)/КПРС з 1943 року. Навчався в Київському педагогічному інституті. Працював викладачем.
У Червоній Армії з липня 1941 року, з того ж місяця на фронті. У 1942 році закінчив Полтавське танкове училище.
У бою в районі селища Новолозуватка і на підступах до Божедарівки (Дніпропетровська область) командир танка лейтенант Жарчинський у складі взводу вийшов у фланг гітлерівцям. Точним вогнем взвод знищив кілька танків і штурмових гармат, понад сто солдатів і офіцерів противника. За цей бій лейтенант Жарчинський був нагороджений орденом Червоної Зірки.
В одному з боїв у 1943 році танк лейтенанта Жарчинського вступив в бій з групою німецьких танків. Один ворожий танк був підбитий, але і танк Жарчинського отримав кілька вм'ятин і пробоїн, а потім загорівся. Вогонь екіпажем було погашено, і танк пішов уперед. У розташуванні противника танк Жарчинського знищив дві автомашини і бронетранспортер з гітлерівцями. Але від попадання снаряда танк знову загорівся. Вирішивши, що з радянським танком покінчено, батальйон німецької піхоти кинувся в контратаку. Але тут на них кинувся палаючий танк. Німці були знищені та розпорошені, німецький обер-лейтенант узятий в полон.
Особливо відзначився у ході Берлінської операції. 21 квітня 1945 року, перебуваючи в розвідці в районі міста Троєнбрітцен (Німеччина), він першим виявив концентраційний табір. З групою розвідників у вісім чоловік Жарчинський сміливо вступив у бій з численною охороною табору, застрелив начальника табору і шість охоронців. Під натиском розвідників охорона табору стала розбігатися. Але в останній момент сутички гвардії старший лейтенант Жарчинський отримав смертельне поранення і помер. У результаті сміливих дій розвідників було звільнено чотири з половиною тисячі людей. Похований у місті Троєнбрітцен (Німеччина).
Указом Президії Верховної Ради СРСР від 27 червня 1945 року за зразкове виконання завдань командування і проявлені при цьому мужність і героїзм, гвардії старшому лейтенанту Жарчинському Федору Івановичу посмертно присвоєно звання Героя Радянського Союзу.

## Нагороди, пам'ять
Нагороджений орденами Леніна, Вітчизняної війни 2-го ступеня, Червоної Зірки, медаллю.
На батьківщині біля школи, де він навчався і працював, встановлено бюст Героя, школа носить його ім'я.